# Čusto Brdo
Čusto Brdo je naselje u općini Žepče, Federacija BiH, BiH. Do 2001. godine naselje se nalazilo u sastavu općine Maglaj.

## Stanovništvo
Nacionalni sastav stanovništva 1991. godine, bio je sljedeći:
ukupno: 322
- Hrvati - 145
- Muslimani - 70
- Srbi - 101
- Jugoslaveni - 6

## Poznate osobe
- Anto Marinčić, hrv. književnik i političar